# Фогт, Иоахим Иоганн Отто
Иоахим Иоганн Отто Фогт (нем. Joachim Johann Otto Voigt, 1798 — 1843) — немецкий (немецко-датский) ботаник и хирург.

## Биография
Иоахим Отто Фогт родился 22 марта 1798 года. Учился на хирурга, в 1822 году получил право врачевать. В 1826 году отправился работать врачом в датской колонии Фредерикснагор в Индии (ныне — Серампур). С 1834 по 1841 Фогт работал директором Серампурского ботчнического сада. В 1843 году он был вынужден вернуться в Европу из-за болезни. Иоахим Отто Фогт скончался 22 июня 1843 года в Лондоне.

## Научная деятельность
Иоахим Иоганн Отто Фогт специализировался на папоротниковидных и на семенных растениях.

## Почести
В честь Иоахима Фогта назван род растений из семейства Молочайные Givotia Griff., 1843, название которого является анаграммой от фамилии ботаника.